# Iglesia de Sant Julià d'Estavar

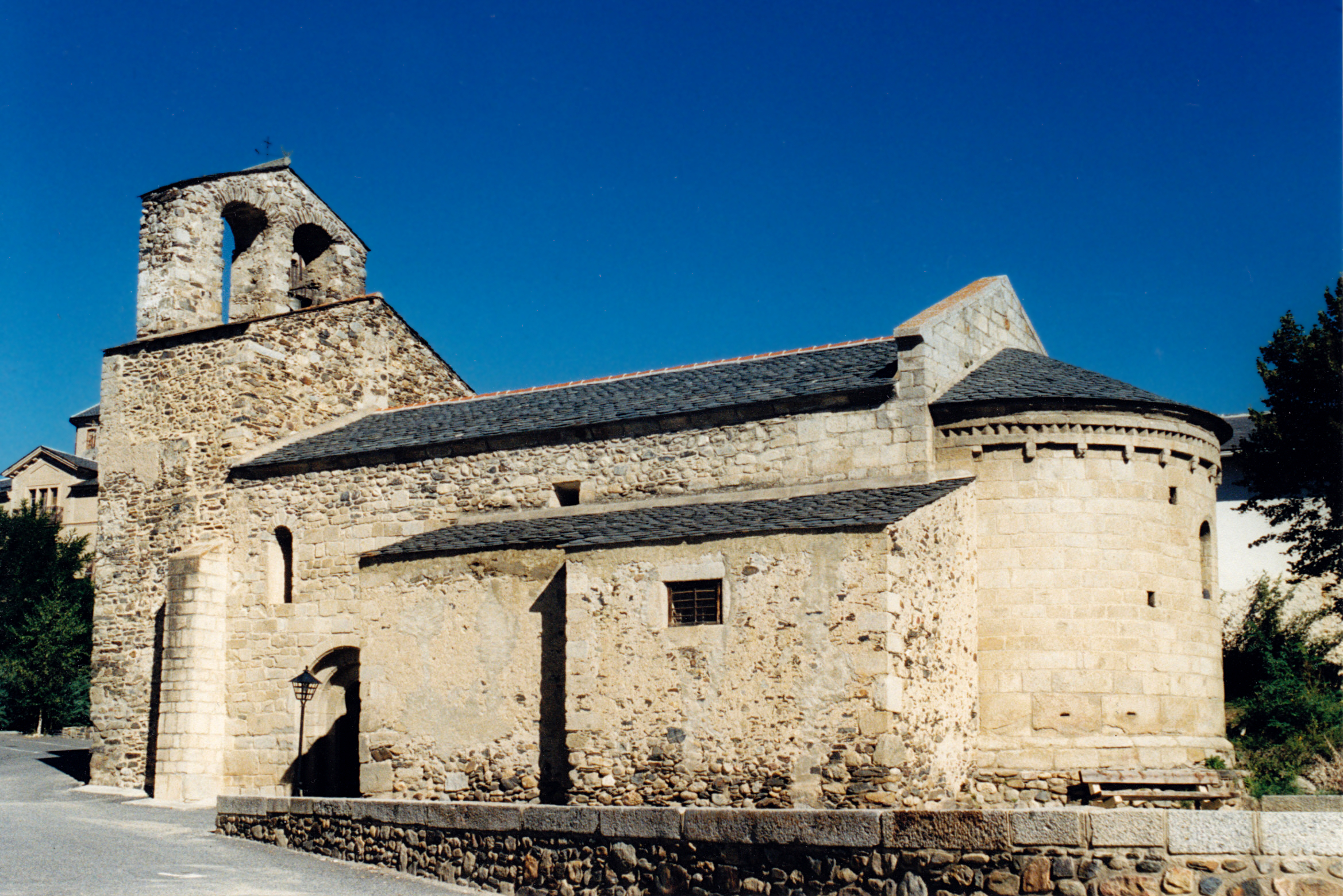
Iglesia de Sant Julià d'Estavar.

La iglesia de Sant Julià d'Estavar se encuentra en el pueblo de Estavar perteneciente a la comarca francesa de la Alta Cerdaña del departamento de los Pirineos Orientales.

## Edificio
Su edificación se llevó a cabo en la segunda mitad del siglo XII, de la que se conserva el ábside y el principio de la nave, el resto, son modificaciones y reconstrucciones posteriores.
Es de planta rectangular con un solo ábside semicircular y cubierta con bóveda de cañón apuntada. Como otras iglesias de la comarca tiene la sacristía y dos capillas laterales añadidas más tarde, en una de las capillas hay una lápida con la fecha de 1538.

## Exterior
En el centro del ábside se encuentra una ventana con tres arquivoltas, la interior de bordón liso, la central imitando un cordón y la más exterior está reforzada con un arco de piedras alargadas. En la parte superior del tambor del ábside se encuentra un friso de dientes de sierra que lo sostienen unas ménsulas talladas con figuras geométricas, de animales y de cabezas humanas, éstas de factura parecida a las que se pueden observar en el ábside de las iglesias de Bolvir y de Guils.
En un cuerpo añadió un poco más alto que la nave, hay el campanario de espadaña con una abertura de dos ojos. La puerta de entrada situada en el muro sur, es de tres arquivoltas lisas.
Queda en el interior del ábside unos fragmentos de sus pinturas murales, en los que se aprecia el Pantocrátor y algún resto de otras figuras.